# Délit de fuite (film, 1959)
Pour les articles homonymes, voir Délit de fuite (homonymie).
Pour plus de détails, voir Fiche technique et Distribution.
Délit de fuite est un film en coproduction franco-italiano-yougoslave de Bernard Borderie, sorti en 1959.

## Synopsis
Un journaliste est l'objet d'une manipulation destinée à lui faire endosser un meurtre, camouflé en accident de voiture...

## Fiche technique
- Titre original : Délit de fuite
- Réalisation : Bernard Borderie
- Assistant : Jacques Rouffio
- Scénario : Bernard Borderie, Jean Aurel, d'après le roman Délit de fuite (Hit and run) de James Hadley Chase
- Direction artistique : Miodrag Nikolic
- Décors : René Moulaert
- Photographie : Claude Renoir
- Son : William-Robert Sivel
- Montage : Christian Gaudin
- Musique : Jean Leccia
  - Chansons interprétées par Jacqueline François
- Production : Raymond Borderie, Jacques Bar, Raymond Froment
- Sociétés de production : 
  -  CICC Films Borderie, Le Groupe des Quatre
  -  UFUS Film
  -  Aurelia Cinematografica
- Société de distribution : Les Films Corona
- Pays d’origine :  France,  Italie,  Yougoslavie
- Langue originale : français
- Format : noir et blanc — 35 mm — 1,37:1 — son Mono
- Genre : Film policier
- Durée : 95 minutes
- Date de sortie : 
  - France : 11 mars 1959

## Distribution
- Antonella Lualdi : Lucile Aitken
- Félix Marten : Fred Bartell
- Aimé Clariond : Aitken
- Folco Lulli : Franco
- Franco Interlenghi : Mario
- Robert Berri : Hackett
- Olga Brayovitch : Dolores
- Janez Vrhovec (sr) : Santelli
- Stevan Petrovic